# Witteella
Witteella is een geslacht van halfvleugeligen uit de familie Aphrophoridae. De wetenschappelijke naam van dit geslacht is voor het eerst geldig gepubliceerd in 1941 door Lallemand.

## Soorten
Het geslacht Witteella  is monotypisch en omvat slechts de volgende soort:
- Witteella lineata Lallemand, 1941